# Eje 1 Oriente
El Eje 1 Oriente es un eje vial y una de las principales avenidas de la Ciudad de México que atraviesa de Norte a Sur la ciudad, siendo una salida principal a algunas avenidas de vía rápida en el sur-centro y centro-norte de la ciudad.

## Características
Esta Avenida tiene distintos nombres con los cuales la conocen tanto lugareños, capitalinos y otros tantos de la zona metropolitana, considerada un enlace directo al centro y al sur de la ciudad.

### Av. Centenario, General Mariano Arista y Ferrocarril Hidalgo hastaAnillo Periféricohasta Av. Río ConsuladoCircuito Interior
El Primer tramo de esta importante avenida se encuentra en los límites con el municipio Ecatepec, siendo una avenida de doble sentido delimitada por un camellón arbolado esto hasta el cruce con la Avenida San Juan de Aragón donde esta misma toma una forma radicalmente distinta siguiendo una arquitectura tipo Vía Rápida con 2 secciones de vía rápida y 2 laterales, siendo una de ellas dedicada para el sentido Sur-Norte aunque predominante en el sentido Norte-Sur.
Esta sección poseía dos vueltas inglesas para poder agilizar el tráfico, una de ellas se ubicaba en la zona de la estación Martín Carrera, esta misma servía para funcionar como ingreso a la avenida San Juan de Aragón o Eje 5 Norte y la siguiente vuelta Inglesa en el cruce con la calle de Euzkaro o Eje 4 Norte esta fue pensada para que los autobuses foráneos tuviesen una mejor alternativa para poder maniobrar con facilidad y llegar a la central camionera del norte. Estas vueltas inglesas fueron retiradas en el 2016 para el paso de la línea 6 del metrobús. Este tramo solo tiene otros 2 cruces importantes los cuales son con Avenida Martín Carrera y Euzkaro.
para compensar la falta de las vueltas inglesas, se permitió el uso de calles alternativas para poder completar el ingreso de los autobuses foráneos a la central camionera del norte,y al Metro Martín Carrera, por lo que esta avenida corre varias rutas de microbuses, combis y camiones que se dirigen al paradero de esta estación que provienen desde municipios conurbados del Estado de México como Ecatepec, Tecámac, Nezahualcóyotl, Texcoco, Tezoyuca, Acolman, Coacalco, Tonanitla, Zumpango, Hueypoxtla, Temascalapa hasta incluso de Tizayuca y Pachuca del Estado de Hidalgo
Este mismo Finaliza en el Circuito Interior.

### Boleo, Av. del Trabajo, Vidal Alcocer y Anillo de CircunvalaciónCircuito InteriorhastaEje 1 SurAvenida Fray Servando Teresa de la MierSan Pablo
La Avenida, aquí anteriormente conocido como la Avenida Oceanía, reduce su ancho al encontrarse en este tramo, siendo muy reducido el espacio a la vez teniendo problemas de tránsito en horas pico y durante algunas manifestaciones que afectan fuertemente a la avenida a la altura de la Merced y superando este punto la fluidez comienza a ser más evidente hasta llegar al cruce con Avenida Del Taller donde retoma el ancho estándar de eje vial.

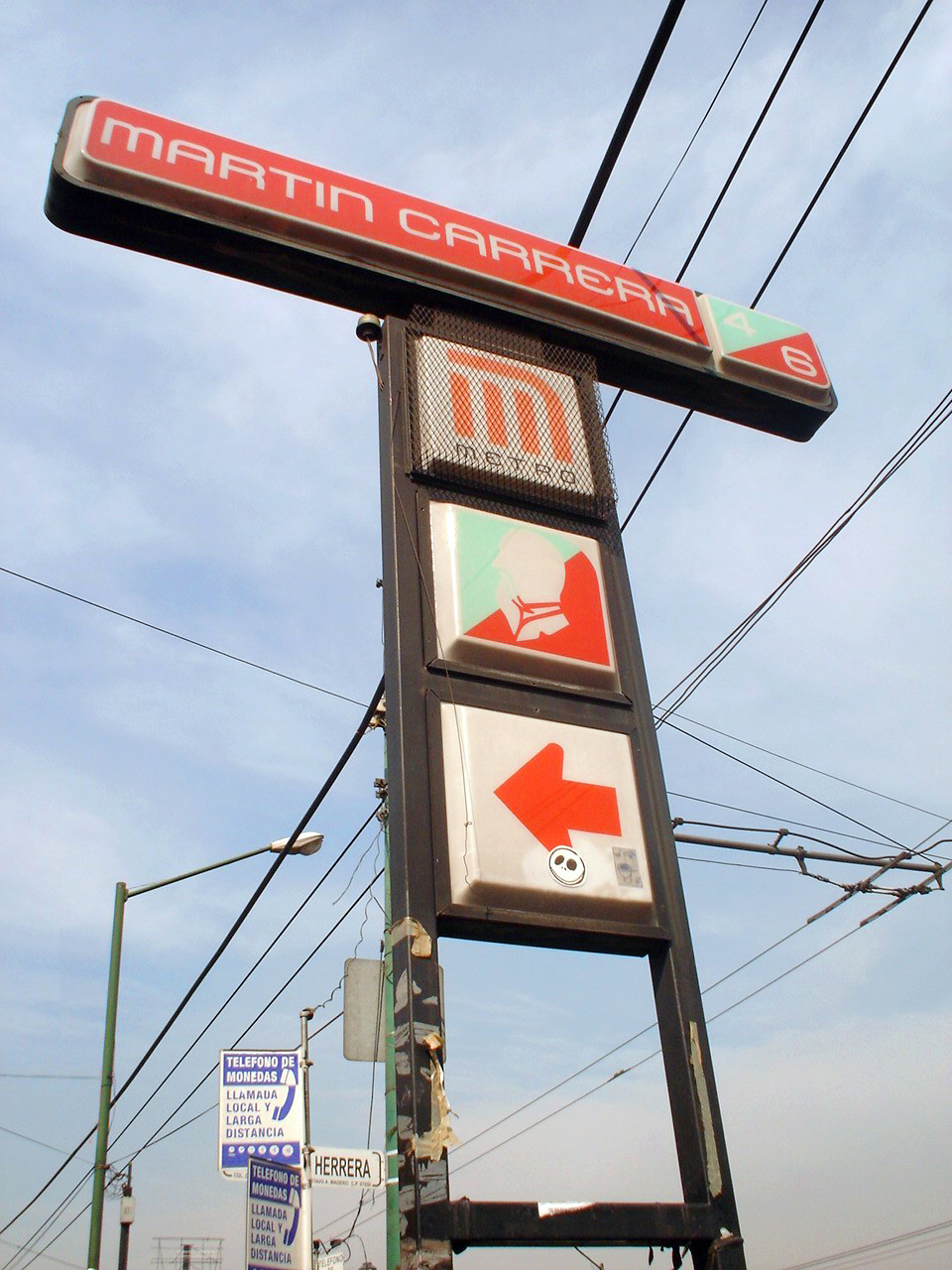
El metro Carrera se encuentra sobre esta vialidad

A partir de este punto, la avenida pasa a ser un poco más fluida en el tramo que sirve de límite entre la Colonia Merced Balbuena y la Colonia Artes Gráficas teniendo cruces con los Ejes 1 Y 1-A Sur y el Eje 2 Sur donde localizamos la estación del Tepito de la línea B, y la zona de hospitales, el cruce con Merced de la línea 1 tiene una ligera subida y bajada debido a la configuración del entubamiento de este río, asimismo podemos encontrar el Mercado de Tepito el cual ocupa el terreno que antes ocupaba el antiguo Mercado de la Merced.
La avenida se adentra en la residencial colonia Merced Balbuena donde sigue teniendo un ancho importante y cruza con la ruta Sur y con la línea 4 de Metrobús instalada en esta otra importante avenida. Siguiendo la misma se tienen cruces con las avenidas hasta llegar a la avenida Fray Servando Teresa de la Mier es donde finaliza este tramo.
Para sortear los posibles paros de servicio de la línea 4 del metrobús, se optó por hacerla correr por Av. República de Guatemala, cruzando por San Pablo y Av. Fray Servando hasta llegar al Mercado de la Merced y Sonora, de ahí se enfila a la derecha para continuar por la misma avenida hasta retomar de nuevo el Eje 1 Oriente. sin embargo cada 14 de cada mes debido a la fiesta de "La Merced" se toma un trazo temporal alternativo por Eje 1 Sur. Oriente 75 hasta llegar a Tepito y de ahí retomar Av. Del Taller , esto sin pasar por la estación Tepito y Merced de las líneas B y 1

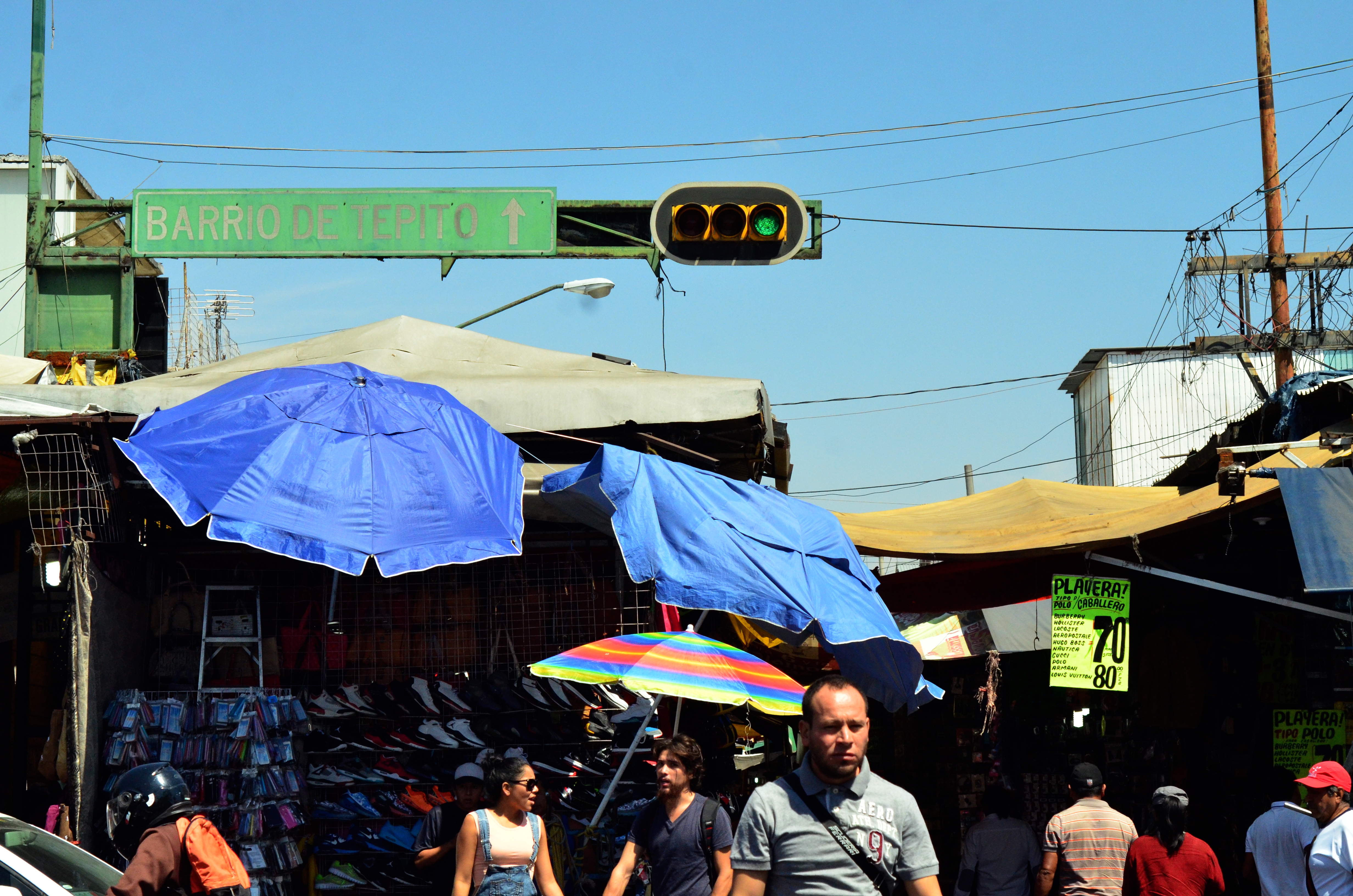
El barrio de Tepito es cruzado sobre la Avenida del Trabajo

### Av. Calzada de La Viga (Desde Anillo de Circunvalación hasta Viaducto Río de la Piedad).

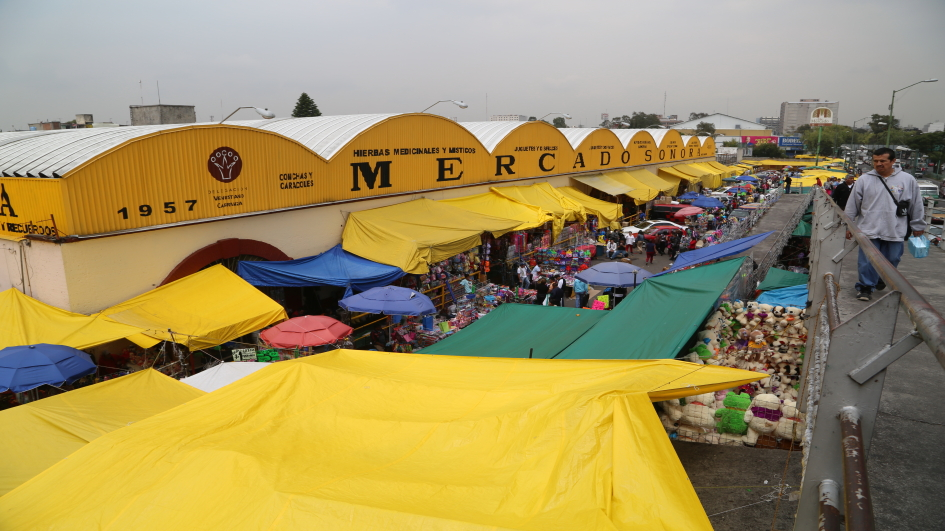
El Mercado de Sonora es uno de los mercados de la Merced ubicado en Calzada de la Viga

Es en este punto conocido como "Mercado de Sonora"  ubicada en una zona residencial y comercial exactamente en los límites de las colonias residenciales colonia Paulino Navarro, Colonia Jamaica y la colonia Artes Gráficas.A partir de este punto se nos dan 3 opciones para continuar nuestro camino hacia el sur pudiendo escoger la avenida Del Taller, la Avenida Chabacano o en su defecto este mismo eje.

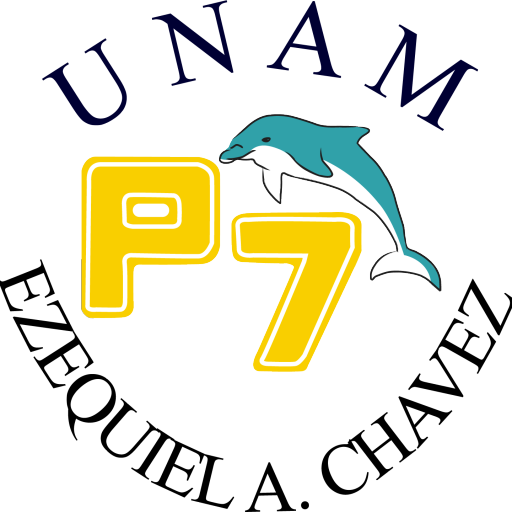
La Escuela Nacional Preparatoria 7 de la UNAM esta sobre Calzada de la Viga y Eje 2 Sur en la colonia Merced Balbuena

Pasando este punto llegamos a la Avenida Río Churubusco el cual indica el fin del Eje 1 Norte en si pero no es así ya que a partir de aquí la avenida se pasa a denominar Avenida Riva Palacio y reduce considerablemente su tamaño para poder internarse en parte del centro de Nezahualcóyotl , para seguir siendo una avenida pequeña hasta desembocar en la calle 28. al llegar a esta misma avenida podemos considerar el Fin del Eje 1 Norte.

### Andrés Molina Enríquez (Desde Viaducto Río de la Piedad hasta Avenida Rio Churubusco).
Siguiendo el trazo de este mismo eje nos encontraremos con los Ejes 4,5,6,7 y 8 Sur así como una importante cantidad de establecimientos comerciales y edificios de departamentos residenciales tanto nuevos como antiguos, atravesando el pueblo de Santa Anita y los barrios de Xicaltongo, Santiago Norte, Santiago Sur así como las colonias Reforma Iztaccíhuatl Norte, Militar Marte, Campamento 2 de Octubre,Reforma Iztaccíhuatl Sur de la alcaldía Iztacalco así como el pueblo de San Andrés Tetepilco de la alcaldía Iztapalapa. Aquí encontramos los siguientes puntos importantes: Metrobús Andrés Molina Enríquez en el cruce con el Eje 4 Sur

### Vía Láctea y Cerro de las Torres (Desde Avenida Rio Churubusco hasta Canal de Miramontes).
Pasando este punto llegamos a la Avenida Río Churubusco el cual indica el limite entre Iztapalapa y Coyoacán la cual es una calle de doble sentido que corre la zona norte de Taxqueña pasando por atrás del Country Club acabando el tramo de Vía Láctea, seguido de ahí la avenida toma un sentido poniente-oriente llamándose Cerro de las Torres la cual se divide en carriles laterales y carriles centrales los cuales ambos poseen semáforos alrededor de esta arteria hasta terminar en Canal de Miramontes.

### Canal de Miramontes (Desde Avenida Cerro de las Torres hasta Escuela Naval Militar)

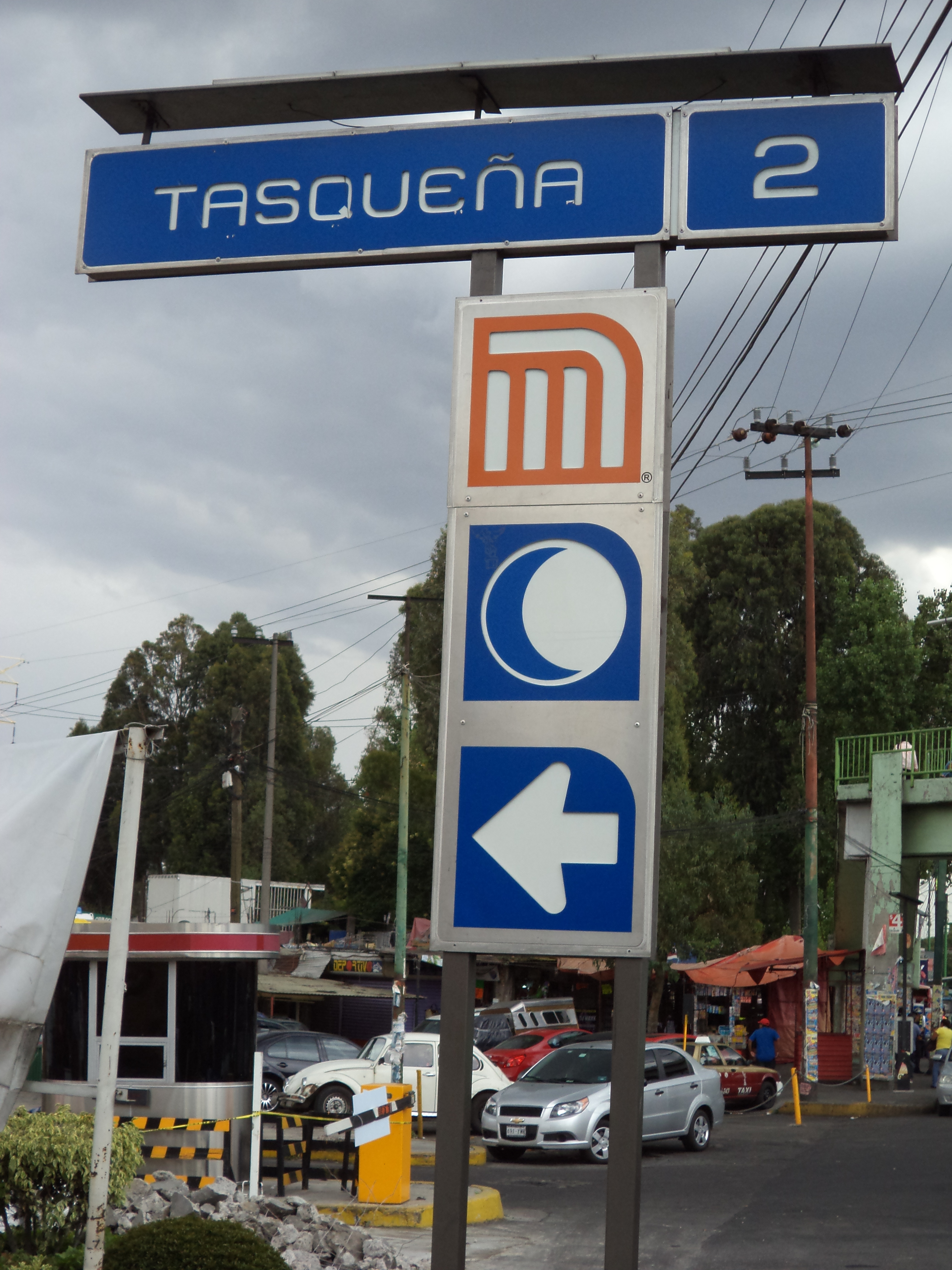
Taxqueña se ubica sobre Canal de Miramontes

Este ultimo tramo lo recorre bajo el nombre de Canal de Miramontes el cual es una de las vías mas famosas del sur de la ciudad recorriendo la zona coyoacana desde Cerro de las Torres pasando el metro Taxqueña por lo que esta avenida corre varias rutas de microbuses y camiones que se dirigen al paradero de esta estación que provienen desde Coyoacán, Tlalpan ,Xochimilco y Milpa Alta. Cruzando la Calzada Taxqueña encontramos varias zonas habitacionales de clase media alrededor de la avenida.

## Denominaciones
Estos son las denominaciones que se le han dado al Eje 1 Oriente:
- Av. Centenario (Desde Anillo Periférico Av. Río de los Remedios hasta Av. Martín Carrera / Oriente 157 Se Consideran Ejes 1 y 2 Oriente).
- General Mariano Arista (Desde Av. Martín Carrera / Oriente 157 hasta Eje 5 Norte (Calzada San Juan de Aragón).
- Ferrocarril Hidalgo (Desde Eje 5 Norte hasta Circuito Interior Av. Río Consulado).
- Boleo (Desde Circuito Interior hasta Eje 2 Norte (Av. Canal del Norte)).
- Av. del Trabajo (Desde Eje 2 Norte hasta Eje 1 Norte (Av. Héroe de Granaditas).
- Vidal Alcocer (Desde Eje 1 Norte hasta República de Guatemala).
- Anillo de Circunvalación (Desde República de Guatemala hasta Calz. de La Viga).
- Calzada de La Viga (Desde Anillo de Circunvalación hasta Viaducto Río de la Piedad).
- Av. Andrés Molina Enríquez (Desde Viaducto Rio de la Piedad hasta Circuito Interior Río Churubusco).
- Av. Vía Láctea / Cerro de las Torres (Desde Circuito Interior hasta Canal Nacional).
- Cerro Coporo (Desde Canal de Miramontes hasta Av. Taxqueña).
- Canal de Miramontes (Desde Circuito Interior Río Churubusco hasta Cerro Coporo y de Av. Taxqueña a Anillo Periférico / Glorieta de Vaqueritos (Desde el tramo en el que Canal de Miramontes se une con Av. Escuela Naval Militar, se convierten en los Ejes 1 y 2 Oriente).

Los tramos Canal de Miramontes, Andrés Molina Enriquez (A partir del Eje 5 Sur) y Av. Centenario cuentan con doble sentido. Ferrocarril Hidalgo cuenta con un carril de contraflujo (libre a cualquier vehículo) y Cerro de las Torres funge como dicho carril de contraflujo para la Av. Via Láctea.
- Datos: Q56377451
- Multimedia: Eje 1 Oriente / Q56377451